# لوئیس اوترو (بازیکن فوتبال)

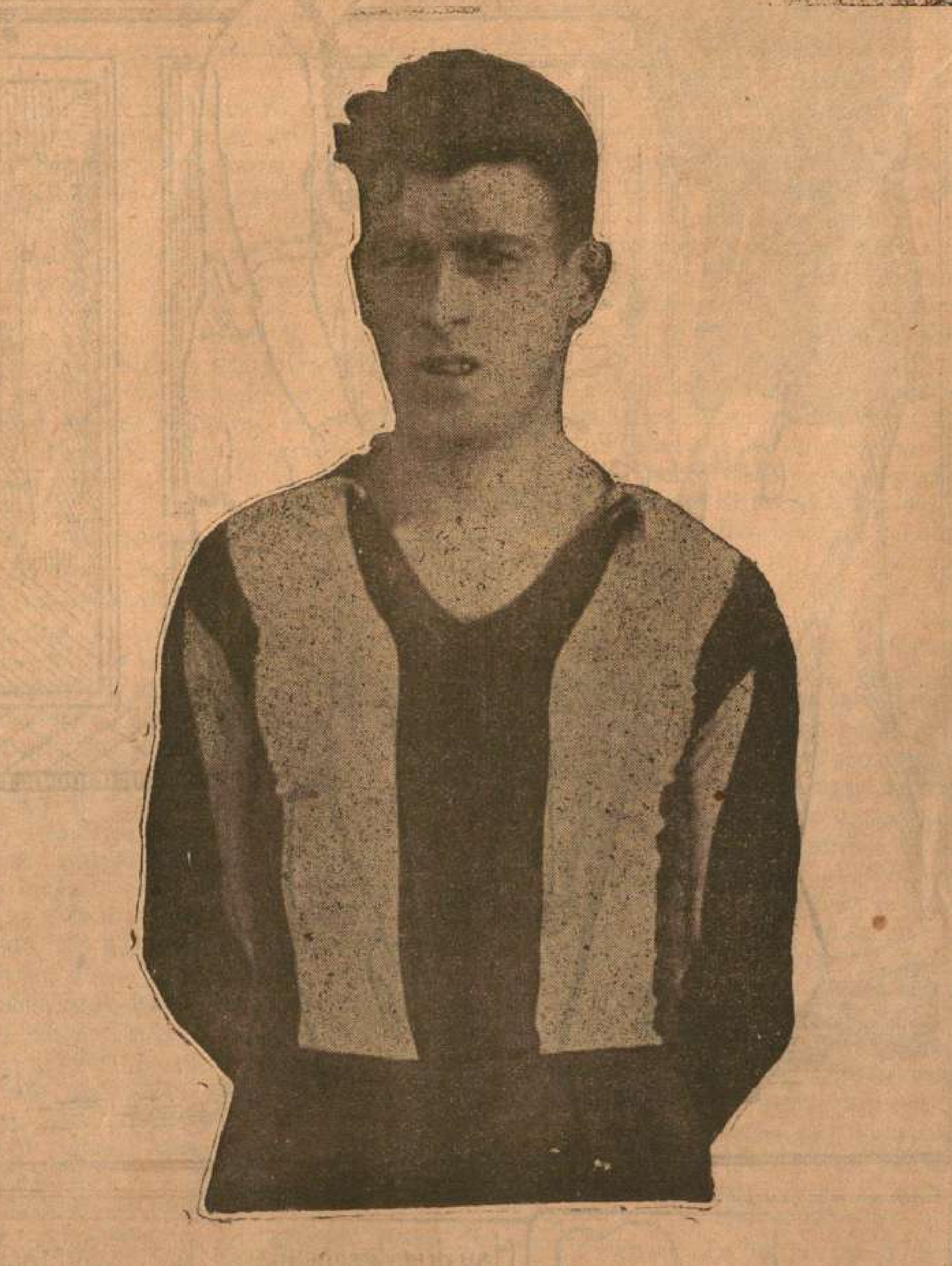
لوئیس اوترو - ۱۹۲۹

لوئیس اوترو (اسپانیایی: Luis Otero‎; ۲۲ اکتبر ۱۸۹۳ – ۲۰ ژانویهٔ ۱۹۵۵) بازیکن فوتبال اهل اسپانیا بود.
از باشگاه‌هایی که در آن بازی کرده‌است می‌توان به باشگاه فوتبال دپورتیوو لاکرونیا و باشگاه فوتبال سلتاویگو اشاره کرد.